# Mescalero
Pour les articles homonymes, voir Mescalero (homonymie).
Mescalero est une localité américaine située dans le comté d'Otero, au Nouveau-Mexique. Elle est située au sein de la réserve indienne des Mescaleros.